# 森川蕉亭
森川 蕉亭（もりかわ しょうてい、生没年不詳）とは明治時代の口絵画家。

## 来歴
樋口一葉の「たけくらべ」などに挿絵を描いている。他に村上浪六の小説の木版口絵を描いている。

## 作品
- 「むら時雨」続 村上浪六作 駸々堂版 明治36年